# علم الاشتقاق
علم الاشتقاق هو إيجاد تناسب بين اللفظين في أصل المعنى والتركيب فيعرف ارتداد أحدهما إلى الآخر وأخذه منه. ويرادفه علم التأثيل في سائر اللغات.

## تعريف الاشتقاق لغة واصطلاحا

### لغة
الاشتقاق من الشق وهو أخذ الشيء من الشيء أو أخذ شقه؛ أي نصفه.
واشتقاق الكلام الأخذ فيه يمينا وشمالا، واشتقاق الحرف من الحرف أخذه منه. ويقال شقق الكلام إذا أخرجه أحسن مخرج.

### اصطلاحا
تتعدد تعاريفه في الاصطلاح اللغوي منها:
- اقتطاع فرع من أصل يدور في تصاريفه حروف ذلك الأصل.
- أخذ كلمة من أخرى بتغيير ما، مع التناسب في المعنى.
- نزع لفظ من آخر بشرط مناسبتهما معنى وتركيبا، ومغايرته في الصيغة.[3]

### اسم علم الاشتقاق
علم الاشتقاق أو مقاييس اللغة، والأول هو المشهور في كتب المصنفين، ولكن الثاني أقرب إلى المراد، وبذلك سمى ابن فارس كتابه ( معجم مقاييس اللغة ). إذ إن اللغة العربية لغة اشتقاقية من الدرجة الأولى.

### حد وتعريف علم الاشتقاق
علم بدلالات كلام العرب التي يعرف بها الأصل الذي ترجع إليه الألفاظ.
وهذا حد أقرب إلى الرسم.

### موضوع علم الاشتقاق
معرفة دلالات الألفاظ وارتباطها ببعض، وذلك بالرجوع إلى أصول معانيها المستنبطة من قياس دلالات الألفاظ المتماثلة المادة.

### ثمرة علم الاشتقاق
التعمق في فهم كلام العرب، ومن ثَمَّ في فهم كلام الشارع، وكثيرا ما تجد المفسرين يشيرون إشارات عابرة إلى أمثلة من هذا العلم، وكثير من المصنفين في العلوم يشيرون أيضا إليه إشارات عابرة عند شرح بعض الاصطلاحات وبيان وجه الاشتقاق فيها.

### الواضـع والمؤسس لعلم الاشتقاق
يعد ابن دريد أول من أفرده بتصنيف يشتمل على كثير من أصوله، وابن فارس هو باري قوسه بكتابه معجم مقاييس اللغة، وكذلك بعض المحاولات والمنثورات قبلهما خاصة من قبل الخليل بن أحمد الفراهيدي.

### حـكم علم الاشتقاق
فرض كفاية؛ كما قرر أهل العلم أن علوم الآلة جميعاً فروض كفاية.

### فضـل علم الاشتقاق
ما ساعد على فهم النصوص الشرعية فلا شك أنه علم فاضل، ولذلك يكثر دورانه في كتب التفسير، والاستنباطات في الخلافات الفقهية.

### نسبة علم الاشتقاق
من علوم اللغة العربية مع الإعمال العقلي، ويمكن عده جزءا من علم (فقه اللغة)، وفيه اشتراك مع (علم التصريف) في بعض المباحث من وجه، والفرق بينهما أن علم التصريف يبحث في الأوزان الظاهرة ودلالة كل وزن، أما الاشتقاق فيبحث في الدلالة الباطنة وارتباط المعاني في المادة الواحدة.

### استمداد علم الاشتقاق
كلام العرب وأحوالهم وإشاراتهم التي يستفاد منها القرائن التي تدل على اتفاق ألفاظ المادة في اللغة.

### مسائل علم الاشتقاق
الأسماء (أعلاما كانت أو غيرها) والكلمات والمواد العربية والبحث في الأصول المعنوية التي ترجع إليها.